# Tulum
Tulum – miejscowość w Meksyku, na półwyspie Jukatan, w stanie Quintana Roo, a także nazwa znajdującego się na obrzeżach miasta stanowiska archeologicznego z ruinami przedhiszpańskiego miasta Majów.
Niewielka wioska rybacka po ostatnich badaniach archeologicznych w latach 70. XX wieku prowadzonych przez amerykańskiego archeologa Arthura G. Millera zaczęła zyskiwać popularność. Efektem tego był wzrost liczby ludności. W latach 90. na skutek migracji było to najszybciej zaludniające się miejsce w Meksyku, co sprawiło, że w 2008 roku utworzono nową gminę w stanie Quintana Roo, a wieś zyskała prawa miejskie. 1 grudnia 2023 roku pod miastem otwarto Międzynarodowy Port Lotniczy Tulum (hiszp. Aeropuerto Internacional Felipe Carrillo Puerto).

## Historia
Dokładna data założenia miasta Tulum nie jest znana, jednak już w połowie XIX wieku istniała już wiedza o tej osadzie. Jego początki sięgają założenia Noj Kaaj Santa Cruz Xbalam Naj (Chan Santa Cruz, dzisiejsze miasto Felipe Carrillo Puerto) i kultu gadającego krzyża. Wiara ta szerzyła się i umacniała w regionie, tworząc w ten sposób nowe miasta w głębi dżungli, gdzie podobnie jak swoje domy budowali także kościoły, aby czcić krzyż Majów. Jedną z osad było wspomniane Tulum, niedaleko centrum ceremonialnego, w którym ich przodkowie czcili potomka boga (strefa archeologiczna Tulum); Pojawiły się inne małe zbory: Muyil (blisko przedhiszpańskiego centrum Chunyaxche), Xpalma, Chumpón i San Antonio Muyil (blisko zatoki Chacalal).
W maju 1518 roku w okolice Tulum dotarła ekspedycja, której przewodził hiszpański konkwistador Juan de Grijalva. Jego kronikarz Juan Diaz wielkościowo porównywał wówczas Tulum do hiszpańskiego miasta Sewilla.

## Strefa archeologiczna Tulum
Na obrzeżach miejscowości, na dwunastometrowym klifie nad brzegiem Morza Karaibskiego położona jest strefa archeologiczna z ruinami przedhiszpańskiego miasta Majów. Najważniejsze budowle powstawały w latach 1200–1450, chociaż najstarsze inskrypcje znalezione na terenie stanowiska archeologicznego pochodzą z VI w. n.e. Miasto było prężnym ośrodkiem handlowym i ważnym centrum ceremonialnym. Miasto nazywane było wówczas Zamá, co oznacza „poranek” albo „wschód słońca” W momencie przybycia Hiszpanów w XVI w. wciąż było zamieszkane, zostało opuszczone dopiero 70 lat później.
Do najważniejszych budynków należą:
- wieża strażnicza zwana El Castillo, najwyższy budynek pełniący funkcję centrum religijnego i obrzędowego. Niegdyś wierzono, że była to wieża obronna;
- Świątynia Fresków (hiszp. Templo de los Frescos) dwupiętrowa budowla z kolumnami na pierwszej kondygnacji, ozdobiona freskami w stylu Tolteków;
- Świątynia Zstępującego Boga (hiszp. Templo del Dios Descendente) z płaskorzeźbą boga pszczół Ab Muxen Caba,
- Świątynia Boga Wiatru (hiszp. Templo Dios del Viento)[4].

Strefa archeologiczna Tulum jest drugą pod względem popularności strefą archeologiczną w Meksyku (po Chichén Itzá). W 2021 r. odwiedziło ją ponad milion turystów.

## Strefa hotelowa
Dwa kilometry od centrum miasta znajduje się „strefa hotelowa” (hiszp. zona hotelera) z butikowymi hotelami i restauracjami na plaży w Tulum. Większość z nich to domki zbudowane w tradycyjnym stylu Majów, kryte strzechą z palmami, chociaż jest też kilka hoteli z wyższej półki. Szczególnie po stronie dżungli znajduje się wiele nowych restauracji, a niektóre z nich zyskały uznanie w prasie międzynarodowej.

## Klimat
Klimat w okolicy Tulum jest ciepły, półwilgotny, z opadami deszczu w lecie i wyższą wilgotnością. Średnia roczna temperatura wynosi 25,7 °C. Przeważają wiatry z południowego wschodu. Średnie roczne opady wynoszą 1136,8 milimetrów, a pora deszczowa trwa od maja do października. Na klimat wpływają cyklony, które zwiększają opady, zwłaszcza latem. W przeciwieństwie do innych miejsc, takich jak Playa del Carmen i Cancún, w Tulum temperatury łatwiej osiągają powyżej 40 °C, szczególnie w sezonie wiosennym. Podobnie zimą temperatura spada do 4 °C.